# Emmanuel Dassi Youfang
Emmanuel Dassi Youfang, né le 7 août 1967 à Baham, est un prélat camerounais, évêque de Bafia depuis 2020. 

## Biographie
Membre de la Communauté de l'Emmanuel depuis 1997, il est ordonné prêtre dans le diocèse de Bafoussam, le 16 juin 2001.
Il est nommé évêque auxiliaire de Bafoussam, évêque titulaire d'Oescus (de), le 7 novembre 2016. Il est sacré évêque le 7 janvier suivant.
Il est nommé évêque de Bafia le 13 mai 2020. 